# Composé organométallique
Un composé organométallique est un composé chimique comportant au moins une liaison covalente entre un atome de carbone et un métal (métal de transition y compris).
L'atome de carbone peut appartenir à un composé inorganique, tel le monoxyde de carbone (CO), qui forme les « carbonyles métalliques », considérés comme des organométalliques. Plus souvent, l'atome de carbone lié au métal appartient à un groupe hydrocarbure, tel les groupes éthyle, propyle et butyle.
Parmi les composés organométalliques, on compte aussi les métallocènes (tels les ferrocènes) de formule (C5R5)2M. Ces derniers sont par exemple utilisés dans certaines synthèses (méthodes CVD) des nanotubes de carbone.

## Types
Les composés organométalliques sont souvent désignés par le préfixe « organo- ».
Cette famille comprend principalement :
- les organomagnésiens mixtes, appelés aussi les « réactifs de Grignard », du nom de leur découvreur ;
- les organolithiens ;
- les organocuprates ;
  - les oragnocuprates lithiés ;
- les organozinciques ;
- les organoborés ;
- les organosilanes ;
- les organostanniques ;
- les organouraniens.

Les composés organométalliques sont, entre autres, utilisés comme catalyseurs dans les réactions chimiques. C'est par exemple le cas de certains dérivés du platine, du palladium, du ruthénium et d'autres métaux rares.

## Exemples d'utilisations
Les composés organométalliques sont souvent plus toxiques que leur métal pur. En raison de cette toxicité, de nombreux composés organométalliques ont été utilisés (et parfois le sont encore) comme biocides, pesticides, antifooling ou poisons.
On leur a trouvé de nombreux autres usages, dont voici quelques exemples :
- le tétraéthyle de plomb, en dépit de sa toxicité, est encore utilisé dans de nombreux pays comme additif de l'essence, mais interdit aux États-Unis et en Europe ;
- certains composés organométalliques sont aussi utilisés dans des processus de catalyse[2] ou dans le domaine de l'optique et en particulier de l'optique non linéaire[3]. À titre d'exemple, des composés organiques de l'antimoine peuvent catalyser la réaction de fluoration de chloroalcanes en milieu HF liquide[4] ;
- d'autres, notamment en raison de leurs caractères à interagir dans un organisme, sont utilisés comme médicament ou l'ont été[5],[6] ;
- pour leur fusion à basse température, et parce qu'ils permettent une diminution des températures de dépôt, certains sont utilisés en traitement de surface comme précurseurs du matériau à déposer[7] ;
- certains organométalliques sont utilisés pour le dopage de métaux[8].